# Les Deux Visages de la peur
Pour plus de détails, voir Fiche technique et Distribution.
Les Deux Visages de la peur (Coartada en disco rojo) est un giallo hispano-italien réalisé par Tulio Demicheli, sorti en 1972.

## Synopsis
Chirurgiens expérimentés, Roberto Carli et Michele Azzini sont réputés pour être des sommités du monde médical et exercent ensemble dans la clinique appartenant à Elena, la femme de Roberto, qu'elle a héritée de son père. Actionnaire majoritaire de l'entreprise, elle partage sa direction avec Luisi, l'administrateur en chef qui est actionnaire minoritaire à ses côtés. Son mari est un ancien alcoolique, ce qui a nuit à sa réputation, tandis que son assistant Azzini souhaite travailler ailleurs pour s'épanouir avec sa fiancée, la doctoresse et collègue Paola Lombardi. Celle-ci avait une liaison avec Roberto et Azzini la soupçonne d'avoir toujours des sentiments amoureux pour lui. Dès lors, fou d'elle, il veut l'éloigner de lui en l'épousant. Secrètement amoureuse de lui, Elena s'inquiète de son départ qui pourrait apporter un discrédit à l'établissement et lui propose un poste d'associé plus valorisant. Mais elle lui fait une proposition alléchante : s'il reste, elle lui donne une grande part des actions de sa clinique au détriment de Luisi qui, en plus d'être épris d'elle, se retrouverait lésé. Atteinte d'une grave maladie au cœur, dont le moindre choc émotionnel pourrait la tuer, Elena est prête à tout pour garder Azzini.
Mais avant qu'il ne lui donne une réponse positive à son offre, il est découvert assassiné dans son bureau, abattu de trois coups de feu. Chargé de l'enquête, le commissaire Nardi suspecte en premier lieu Carli. Victime d'une grave dépression nerveuse, il possède un bon alibi ce qui pousse Nardi à s'intéresser à Paola. Il découvre qu'elle est bénéficiaire d'une assurance-vie d’un million de dollars, souscrite peu de temps auparavant par son défunt fiancé. Pendant ce temps, il confie à son assistant Félix de faire parler le seul témoin du crime, un perroquet...

## Fiche technique
- Titre espagnol : Coartada en disco rojo
- Titre italien : I due volti della paura
- Titre français : Les Deux Visages de la peur
- Réalisation : Tulio Demicheli
- Scénario : Pedro Mario Herrero et Mario di Nardo
- Montage : Ángel Serrano
- Musique : Franco Micalizzi
- Photographie : Manuel Rojas
- Production : José Gutiérrez Maesso
- Sociétés de production : B.R.C. Produzione et Tecisa
- Société de distribution : C.B. Films S.A.
- Pays de production :  Espagne,  Italie
- Langue originale : italien
- Format : couleur
- Genre : giallo
- Durée : 88 minutes
- Date de sortie : 
  - Italie : 9 mars 1972

## Distribution
- George Hilton : docteur Roberto Carli
- Fernando Rey : inspecteur Nardi
- Luciana Paluzzi : Elena Carli
- Anita Strindberg : Paola Lombardi
- Manuel Zarzo : Félix
- Luis Dávila : docteur Michele Azzini
- Carla Mancini
- Teresa Guaida : Maria
- Dinorah Ayala
- Emilio Portela